# Волтер Гаддлстон
Дарлінгтон Волтер «Ді» Гаддлстон (англ. Walter Darlington «Dee» Huddleston; 15 квітня 1926, Берксвілл, Кентуккі — 16 жовтня 2018, Ворсо, Кентуккі) — американський політик-демократ. Представляв штат Кентуккі у Сенаті США з 1973 до 1985 р..
Гаддлстон брав участь у Другій світовій війні в американській армії. У 1949 р. він закінчив Університет Кентуккі. Був членом Сенату штату Кентуккі з 1965 до 1972 рр.